# UFC 124
UFC 124: St-Pierre vs. Koscheck 2 est un événement de mixed martial arts qui a été tenu par l'Ultimate Fighting Championship le 11 décembre 2010 au Centre Bell à Montréal, Canada. Cet événement a été le quatrième organisé dans cette ville et le cinquième au Canada.

## Arrière-plan
Georges St. Pierre a affronté  Josh Koscheck pour le titre des poids Welterweight dans sa ville natale de Montréal. Les deux combattants ont été les entraineurs de la saison 12 du show télévisé The Ultimate Fighter. Dana White a annoncé que le vainqueur affrontera Jake Shields pour son prochain combat.

## Carte officielle[4]

### Carte principale
- Combat pour le titre des Welterweight:  Georges St. Pierre (c) vs.  Josh Koscheck

St-Pierre défait Koscheck par décision unanime (50-45, 50-45, 50-45) et conserve son titre des Welterweight.
- Heavyweight:  Stefan Struve vs.  Sean McCorkle

Struve défait McCorkle par TKO (coups de poing) à 3:55 du 1er round
- Lightweight:  Jim Miller vs.  Charles Oliveira

Miller défait Oliveira par soumission (clé de genou) à 1:59 du 1er round.
- Lightweight:  Joe Stevenson vs.  Mac Danzig

Danzig défait Stevenson par KO (coup de poing)à 1:54 du 1er round.
- Welterweight:  Thiago Alves vs.  John Howard

Alves défait Howard par décision unanime (30-27, 30-27, 30-27).

### Carte préliminaire
- Lightweight:  Mark Bocek vs.  Dustin Hazelett

Bocek défait Hazelett par soumission (Triangle choke) à 2:33 du premier round.
- Middleweight:  Jesse Bongfeldt vs.  Rafael Natal

Égalité à la majorité (28-28, 28-28, 28-29).
- Welterweight:  Matt Riddle vs.  Sean Pierson

Pierson défait Riddle par décision unanime (30-27, 30-27, 30-27).
- Middleweight:  Joe Doerksen vs.  Dan Miller

Miller défait Doerksen par décision partagée (29-28, 28-29, 29-28).
- Welterweight:  TJ Grant vs.  Ricardo Almeida

Almeida défait Grant par décision unanime (30-27, 30-27, 30-27).
- Lightweight:  Pat Audinwood vs.  John Makdessi

Makdessi défait Audinwood par décision unanime (30-27, 30-27, 30-26).

## Primes
Les combattants mentionnés recevront une prime de 100 000 dollars.
- Soumission de la soirée :  Mark Bocek et  Jim Miller
- KO de la soirée :  Mac Danzig
- Combat de la soirée :  Georges St-Pierre vs  Josh Koscheck